# Судовка (Новосанжарский район)
Судовка (укр. Судівка) — село,
Судовский сельский совет,
Новосанжарский район,
Полтавская область,
Украина.
Код КОАТУУ — 5323486701. Население по переписи 2001 года составляло 389 человек.
Является административным центром Судовского сельского совета, в который, кроме того, входят сёла
Бридуны,
Назаренки и
Шпортки.

## Географическое положение
Село Судовка находится на левом берегу реки Ворона (название реки Полузерье в нижнем течении), выше по течению на расстоянии в 0,5 км расположено село Бридуны, ниже по течению на расстоянии в 2,5 км расположено село Лелюховка, на противоположном берегу — село Шпортки.

## Объекты социальной сферы
- Школа I—II ст.